# Copa Argentina de Voley
La Copa Argentina es el formato de copa más importante de Argentina a nivel clubes y es la segunda competencia de mayor jerarquía en el país luego de la Liga Argentina de Voleibol A1. El un torneo reúne a los equipos de vóley de la Serie A1 de vóley argentino y se juega a principios de temporada. Su primera edición fue en la temporada 2005-06 y su ganador fue Rosario Sonder. Los clubes más ganadores, con cinco títulos, son Bolívar Vóley y UPCN San Juan Vóley.
En su historia ha tenido diversos formatos, desde un formato de «Grand Prix», donde un equipo recibe en su estadio a otros contrincantes y se enfrentan todos contra todos, y luego esos equipos se enfrentan a los otros recibiéndolos o visitándolos para así enfrentarse todos los equipos y sumar sus resultados en una tabla de posiciones en común, o dividir a los participantes en zonas que se disputan en una única sede donde en cada zona se clasifica un equipo a la siguiente fase. El torneo se suele definir con semifinales, tercer puesto y final disputados en una misma sede durante dos días consecutivos.
En 2019 el torneo cambia de nombre, pasando a llamarse Copa Argentina. Además, desde 2018 el campeón disputa junto con el campeón de la Liga A1 la Supercopa.

## Formato de competencia
Antiguo formato
Los equipos participantes se dividen en cuatro zonas o grupos donde se enfrentan en tres «weekends». Una vez finalizada esta etapa, seis equipos avanzan al «final six» que se disputa en una única sede, y los equipos se dividen nuevamente, en dos triangulares, que juegan durante tres días seguidos. Los dos mejores de cada triangular acceden a las semifinales, los ganadores de estas acceden a la final mientras que los perdedores juegan por el tercer puesto.
Actual formato
Los participantes se dividen en tres grupos o zonas, disputadas en una única sede, donde se enfrentan todos contra todos una vez. Los tres mejores equipos más el mejor cuarto acceden a las semifinales, los ganadores de estas acceden a la final mientras que los perdedores juegan por el tercer puesto.

## Temporadas
| Temporada | Campeón                         | Final | Subcampeón                 | Sede (del torneo o de la final)                              |
| --------- | ------------------------------- | ----- | -------------------------- | ------------------------------------------------------------ |
| 2005-06   | Rosario Sonder                  | 3-1   | Misiones Vóley             | Rosario                                                      |
| 2006-07   | DirecTV Bolívar                 | 3-0   | Boca Río Uruguay Seguros   | San Carlos de Bolívar                                        |
| 2007-08   | DirecTV Bolívar                 | 3-0   | Huracán Chubut Voley       | Puerto Madryn y Playa Unión                                  |
| 2008-09   | Drean Bolívar                   | 3-0   | Gigantes del Sur           | Córdoba, Rosario y Mendoza                                   |
| 2009-10   | Drean Bolívar                   | 3-0   | UPCN San Juan Vóley        | Marcos Juárez, San Francisco, Villa María y Monte Buey       |
| 2010-11   | Boca Río Uruguay Seguros        | 3-2   | La Unión de Formosa        | San Fernando                                                 |
| 2011-12   | La Unión de Formosa             | 3-1   | Drean Bolívar              | Bahía Blanca                                                 |
| 2012-13   | UPCN San Juan Vóley             | 3-0   | Buenos Aires Unidos        | Resistencia                                                  |
| 2013-14   | UPCN San Juan Vóley             | 3-0   | Sarmiento Santana Textiles | Resistencia                                                  |
| 2014-15   | Personal Bolívar                | 3-2   | UPCN San Juan Vóley        | Estadio República de Venezuela                               |
| 2015-16   | UPCN San Juan Vóley             | 3-0   | Personal Bolívar           | Polideportivo Almirante Brown, Burzaco                       |
| 2016-17   | Lomas Vóley                     | 3-0   | Alianza Jesús María        | Polideportivo Roberto Pando, Ciudad Autónoma de Buenos Aires |
| 2017-18   | Ciudad Vóley                    | 3-2   | UPCN San Juan Vóley        | Estadio La Calderita, San Jerónimo Norte                     |
| 2018-19   | Obras Sanitarias San Juan Vóley | 3-1   | Ciudad Vóley               | Estadio Gorki Grana, Morón                                   |
| 2019-20   | UPCN San Juan Vóley             | 3-0   | Gigantes del Sur           | Estadio Ruca Che, Neuquén                                    |
| 2020-21   | UPCN San Juan Vóley             | 3-0   | Paracao Vóley              | Estadio Once Unidos, Mar del Plata                           |
| 2021-22   | Policial Vóley                  | 3-0   | Ciudad Vóley               | Estadio Once Unidos, Mar del Plata                           |
| 2022-23   | Ciudad Vóley                    | 3-2   | UPCN San Juan Vóley        | Polideportivo Cincuentenario, Formosa                        |
| 2023-24   | Ciudad Vóley                    | 3-0   | Policial Vóley             | Polideportivo Cincuentenario, Formosa                        |
| 2024-25   | Ciudad Vóley                    | 3-0   | Monteros Vóley Club        | La Casa del Vóley, Ciudad autonoma de Buenos Aires           |

## Campeones
En negrita equipos activos en la temporada actual 2024-25.
| Equipo                          | Camp | Subs | Temporadas como campeón                     | Temporadas como subcampeón         |
| ------------------------------- | ---- | ---- | ------------------------------------------- | ---------------------------------- |
| UPCN San Juan Vóley             | 5    | 4    | 2012-13, 2013-14, 2015-16, 2019-20, 2020-21 | 2009-10, 2014-15, 2017-18, 2022-23 |
| Bolívar Vóley                   | 5    | 2    | 2006-07, 2007-08, 2008-09, 2009-10, 2014-15 | 2011-12, 2015-16                   |
| Ciudad Vóley                    | 4    | 2    | 2017-18, 2022-23, 2023-24, 2024-25          | 2018-19, 2021-22                   |
| Policial Vóley                  | 1    | 1    | 2021-22                                     | 2023-24                            |
| La Unión de Formosa             | 1    | 1    | 2011-12                                     | 2010-11                            |
| Boca Juniors                    | 1    | 1    | 2010-11                                     | 2006-07                            |
| Obras Sanitarias San Juan Vóley | 1    | -    | 2018-19                                     | -                                  |
| Lomas Vóley                     | 1    | -    | 2016-17                                     | -                                  |
| Rosario Sonder                  | 1    | -    | 2005-06                                     | -                                  |
| Gigantes del Sur                | -    | 2    | -                                           | 2008-09, 2019-20                   |
| Monteros Vóley Club             | -    | 1    | -                                           | 2024-25                            |
| Paracao Vóley                   | -    | 1    | -                                           | 2020-21                            |
| Alianza Jesús María             | -    | 1    | -                                           | 2016-17                            |
| Sarmiento Santana Textiles      | -    | 1    | -                                           | 2013-14                            |
| Buenos Aires Unidos             | -    | 1    | -                                           | 2012-13                            |
| Huracán Chubut Volley           | -    | 1    | -                                           | 2007-08                            |
| Misiones Vóley                  | -    | 1    | -                                           | 2005-06                            |